# Cantone di Arcis-sur-Aube
Il Cantone di Arcis-sur-Aube è una divisione amministrativa dell'arrondissement di Troyes.
A seguito della riforma approvata con decreto del 21 febbraio 2014, che ha avuto attuazione dopo le elezioni dipartimentali del 2015, è passato da 22 a 47 comuni.

## Composizione
I 22 comuni facenti parte prima della riforma del 2014 erano:
- Allibaudières
- Arcis-sur-Aube
- Aubeterre
- Champigny-sur-Aube
- Charmont-sous-Barbuise
- Le Chêne
- Feuges
- Herbisse
- Mailly-le-Camp
- Montsuzain
- Nozay
- Ormes
- Poivres
- Pouan-les-Vallées
- Saint-Étienne-sous-Barbuise
- Saint-Remy-sous-Barbuise
- Semoine
- Torcy-le-Grand
- Torcy-le-Petit
- Villette-sur-Aube
- Villiers-Herbisse
- Voué

Dal 2015 i comuni appartenenti al cantone sono i seguenti 47:
- Allibaudières
- Arcis-sur-Aube
- Aubeterre
- Avant-lès-Ramerupt
- Brillecourt
- Champigny-sur-Aube
- Charmont-sous-Barbuise
- Chaudrey
- Le Chêne
- Coclois
- Dampierre
- Dommartin-le-Coq
- Dosnon
- Feuges
- Grandville
- Herbisse
- Isle-Aubigny
- Lhuître
- Longsols
- Luyères
- Mailly-le-Camp
- Mesnil-la-Comtesse
- Mesnil-Lettre
- Montsuzain
- Morembert
- Nogent-sur-Aube
- Nozay
- Ormes
- Ortillon
- Poivres
- Pouan-les-Vallées
- Pougy
- Ramerupt
- Saint-Étienne-sous-Barbuise
- Saint-Nabord-sur-Aube
- Saint-Remy-sous-Barbuise
- Semoine
- Torcy-le-Grand
- Torcy-le-Petit
- Trouans
- Vaucogne
- Vaupoisson
- Verricourt
- Villette-sur-Aube
- Villiers-Herbisse
- Vinets
- Voué